# مراد الزغاري
مراد الزغاري منشد فلسطيني من مدينة القدس المحتلة. أحد أعضاء فرقة القدس الفنية، له أناشيد متعددة ومتنوعة، ينشد عادة لفلسطين ومع انطلاقة ثورة مصر أنشد لها (ثارت أرض الكنانة).

## أعماله الفنية

### الاناشيد المرئية (كليب)
أشهر الاناشيد المرئية له:
- تزيني يا دارنا[1]